# Seleț, Turiisk
Seleț (în ucraineană Селець) este localitatea de reședință a comunei Seleț din raionul Turiisk, regiunea Volînia, Ucraina.

## Demografie
Componența lingvistică a localității Seleț
     Ucraineană (99,22%)
     Alte limbi (0,58%)
Conform recensământului din 2001, majoritatea populației localității Seleț era vorbitoare de ucraineană (99,22%), existând în minoritate și vorbitori de alte limbi.